# Nannocyrtopogon antennatus
Nannocyrtopogon antennatus là một loài ruồi trong họ Asilidae. Nannocyrtopogon antennatus được Wilcox & Martin miêu tả năm 1957. Loài này phân bố ở vùng Tân Bắc giới.